# Săliștea, Argeș
Săliștea (până în 1964, Râjlețu-Vieroși) este un sat în comuna Uda din județul Argeș, Muntenia, România.